# أنجيليك أورجانيكس
تعد أنجيليك أورجانيكس التي تقع في كاليدوننيا و إلينوي ، واحده من اقدم مزارع الزراعه المعتمده من المجتمع (CSA) في الولايات المتحده. تنمي أنجيليك أورجانيكس انتاجها وفقا  للمبادئ الزراعة العضويه و الحيوانيه منذ عام 1990.
يتلقی المشترکون المشارکون المعروفین باسم المساهمین صندوقا اسبوعیا مکونا من الخضروات الطازجه و الاعشاب ليتم تسلیمها الی اکثر من 40 موقعا في منطقة شيكاغو.
وقد ظهرت أنجيليك أورجانيكس  في فيلم وثائقي يسمى "The Real Dirt on Farmer John" وحاز علي جائزة.